# Théâtre de Dix Heures
 (juin 2018).
Le théâtre de Dix Heures est une salle de spectacles située au 36, boulevard de Clichy dans le 18e arrondissement de Paris.

## Historique

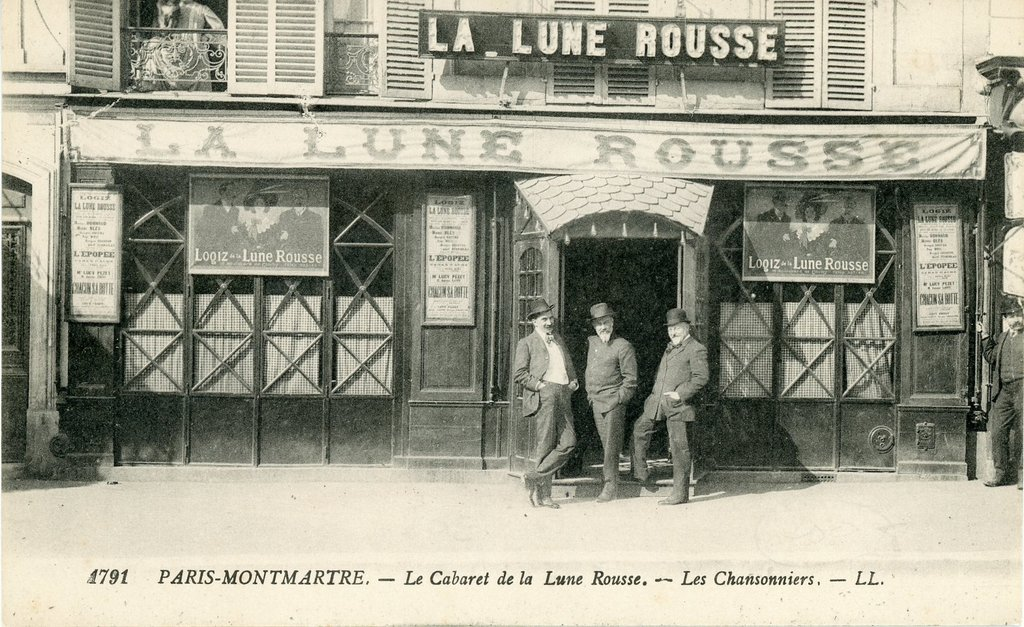
La Lune rousse en 1904.

Le théâtre ouvre en 1890 sous le nom de Cabaret des arts. En 1904, Dominique Bonnaud et Numa Blès le rebaptisent Logiz de la Lune rousse, plus connu sous le nom de  La Lune rousse. Il est renommé La Chaumière en 1916. Lorsque le cabaret est transféré rue Victor-Massé en 1925, l'exploitation de la salle est reprise par Roger Ferréol qui la rebaptise « Théâtre de Dix Heures », en référence au roman de Georges Courteline, Les Linottes (1912) : « Je vous dis que l’homme qui fondera un théâtre de Dix heures, pratique, confortable, élégant et où on ne jouera que des pièces gaies – car les heures ont leurs exigences – gagnera une fortune, par la force des choses, par le seul fait qu’il aura étanché une soif. »
En 1939, Ferréol vend le théâtre à Raoul Arnaud.
Jusqu'au milieu des années 1960, de nombreux chansonniers s'y moquent des personnalités de l'époque. Jean Rigaux, Noël-Noël, Lys Gauty, Jean Amadou, Anne-Marie Carrière, Maurice Horgues, Henri Tisot, Robert Lamoureux, Jacques Mailhot et Thierry Le Luron s'y sont produits, tout comme Bernard Dimey, quand il ne se « beaujolise » pas[pas clair]. 
À partir de 1982, le théâtre joue des pièces d'Oscar Wilde, Eugène Ionesco, Guillaume Apollinaire, Muriel Robin…  
En  1985, Michel Galabru rachète l'établissement pour en faire un tremplin pour les jeunes auteurs et comédiens. 
En 1990, Muriel Robin devient marraine du lieu où débutent notamment les carrières d'Élie et Dieudonné, Patrick Bosso, Franck Dubosc. 
En 2007, le théâtre est exploité par la société Juste pour rire.
En 2015, l'exploitation du théâtre est confiée à Roméo Cirone.